# Мікаель Ніквіст
Рольф О́ке Мі́каель Ніквіст (швед. Rolf Åke Mikael Nyqvist [ˈmiːkaˌɛl ˈnyːˌkvɪst]; 8 листопада 1960, Стокгольм, Швеція — 27 червня 2017, там же) — шведський актор. Найбільш відомий за ролями в серіалі «Бек» (1997—1998) і в екранізації трилогії «Міленіум» у ролі Мікаеля Блумквіста.

## Біографія
Ніквіст народився в Стокгольмі, Швеція. У віці 17 років у рамках програми обміну студентами поїхав на рік до Омахи, штат Небраска, США, де і отримав свої перші уроки акторської майстерності. Після повернення до Швеції, був прийнятий в балетну школу, але кинув її через рік. У 19 років Мікаел вирішив спробувати себе в театрі і поступив в театральну академію в Мальме, після закінчення якої довгий час працював у театрі.
У кіно дебютував невеликою роллю в телевізійному фільмі «Kamraterna» (1982). Першою великою роллю в кіно у кар'єрі Мікаеля стала картина «Разом» (2000) режисера Лукаса Мудіссона, фільм отримав міжнародне визнання, а Ніквіст першу номінацію на премію Золотий жук.
Ще більшу популярність Ніквіст здобув граючи роль Мікаеля Блумквіста в шведській екранізації трилогії «Міленіум» шведського журналіста і письменника Стіґа Ларссона. В фільмах Дівчина з татуюванням дракона, Дівчина, яка грала з вогнем і Дівчина, яка підривала повітряні замки він знімався разом з Нумі Рапас.
У 2011 році він знявся в фільмах Погоня і Місія неможлива: протокол «Фантом».
Помер 27 червня 2017 року в Стокгольмі від раку легенів.

## Фільмографія
- 1982: Kamraterna
- 1997-98: Бек / Beck
- 2000: Разом / Tillsammans
- 2002: Парубок з сусідньої могили / The Guy in the Grave Next Door
- 2003: Мала Сюзі / Smala Sussie
- 2004: Як на небесах / Så som i himmelen
- 2005: Інші двері / Naboer
- 2005: Моя найкраща мама / Äideistä parhain
- 2006: Раптово / Underbara älskade
- 2007: Чорна гвоздика / The Black Pimpernel
- 2007: Арн: Лицар-тамплієр / Arn — Tempelriddaren
- 2008: Повстання в Каутокейно / Kautokeino-opprøret
- 2008: Завантажуучи Ненсі / Downloading Nancy
- 2009: Дівчина з татуюванням дракона — Мікаель Блумквіст
- 2009: Дівчина, яка грала з вогнем — Мікаель Блумквіст
- 2009: Дівчина, яка підривала повітряні замки — Мікаель Блумквіст
- 2009: Весільний фотограф / Bröllopsfotografen
- 2010: Жінка, яка мріяла про чоловіка / Kvinden der drømte om en mand
- 2011: Погоня / Abduction
- 2011: Місія неможлива: протокол «Фантом»
- 2012: Роз'єднання
- 2013: Європа
- 2014: Джон Вік / (John Wick) — Вігго Тарасов
- 2014: Дні та ночі / (Days and Nights) — Йохан
- 2015: Код 100 / 100 Code (The Hundred Code) — Мікаель Еклунд
- 2015: Колонія Дігнідад (Colonia) — Пауль Шефер
- 2017: Джон Вік 2 / (John Wick 2) — Вігго Тарасов
- 2018: Хантер Кіллер / (The Hunter killer) — капітан Сергій Андропов
- 2019: Приховане життя / (A Hidden Life) — єпископ Джозеф Флайззер